# ドン・カルロ

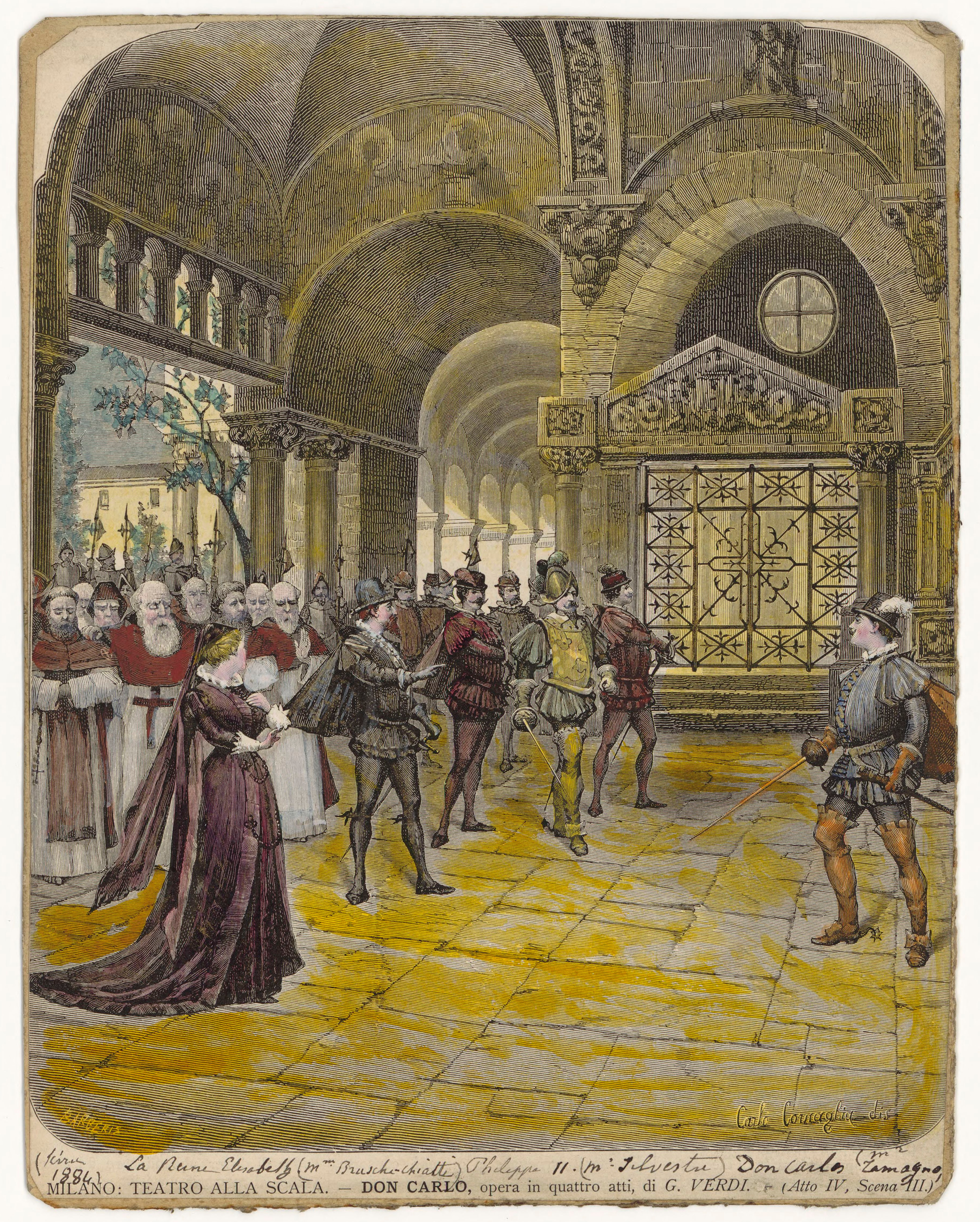
1884年のミラノ・スカラ座での上演の際の描画

『ドン・カルロ』（Don Carlo）は、ジュゼッペ・ヴェルディ作曲によるオペラ。パリ・オペラ座の依頼により、1865年から1866年にかけて作曲、全5幕のオペラとして1867年3月にオペラ座にて初演した（フランス語では『ドン・カルロス』Don Carlos）。
ヴェルディの23作目のオペラ（ヴェルディの創作期間の中では中期の作品に分類される）。原作はフリードリヒ・フォン・シラー作の戯曲『ドン・カルロス』（1787年作）。

## 内容
16世紀のスペインを舞台に、スペイン国王フィリッポ2世（バス／実在のスペイン国王フェリペ2世）と若き王妃エリザベッタ（ソプラノ）、スペイン王子ドン・カルロ（テノール）、王子の親友ロドリーゴ侯爵（バリトン）、王子を愛する女官エボリ公女（メゾ・ソプラノ）、カトリック教会の権力者・宗教裁判長（バス）たち多彩な登場人物が繰り広げる愛と政治をめぐる葛藤を壮大で重厚な音楽によって描いている（役名はイタリア語版による。フランス語版では、それぞれフィリップ、エリザベート、ドン・カルロス、ロドリーグ、エボリ）。
フランスのグランド・オペラの形式で書かれたこともあり、設定が大規模で、充実した出演者を多数必要とする。そのため、現代では採算上の問題から祝祭的な時期などでなければ上演が難しく、ヴェルディの他作品に比べて上演機会は多くないが、重厚な音楽によってヴェルディ中期の傑作として高く評価されている。　
オリジナルはむろんフランス語だが、初演の同年6月、ロンドンでイタリア語による初演が行なわれて成功し、また同年10月にはボローニャでイタリア初演となってこちらも成功。その後もたびたびイタリア語で上演され、その際ヴェルディも再三にわたって曲を改訂してより上質な上演を目指してきたため、現在ではイタリア語版『ドン・カルロ』の方が多く上演される。
低声歌手の活躍する歌劇として知られ（題名役はテノールだが）、フィリッポやロドリーゴ、エボリには難曲ながら魅力的なアリアや、深く内面を語る音楽が与えられていて、低声歌手たちの演唱の充実ぶりが上演全体の成否に大きく関わっており、それぞれの役はイタリア・オペラをレパートリーとする低声歌手にとって目標ともなる大役である。

### ドラマにおけるテーマ
このオペラにおいては二つの公的な対立と幾つかの個人的葛藤によって構成されている。一つ目の対立は宗教界における旧教と新教の対立であり、スペインはカトリック教の有力な勢力であるのでフィリッポ2世と大審問官（宗教裁判長）がこれにあたる。一方、フランドル地方は新教徒が多く、ポーザ候ロドリーゴとドン・カルロがこちらの代表となる。この宗教対立は当時のフランスではマイアベーアの『ユグノー教徒』、『預言者』やジャック・アレヴィの『ユダヤの女』などで好んで採り上げられ、いずれもヒットしていた。二つ目の対立は政治権力（フィリッポ2世）と宗教権力（宗教裁判長）だが、当時の状況では後者の方が明らかに強かったことが分かる。個人的葛藤はカルロとエリザベッタの宿命的恋、エボリ公女の嫉妬、フィリッポ2世の妻との不仲、フィリッポ2世とエボリ公女の不倫、カルロとロドリーゴの友情である。こういった個人的葛藤が重々しく展開される。この点では『オテロ』と双璧だが、オテロでは彼個人の問題として進行するが、『ドン・カルロ』では主役たち全員が異なった対象と苦闘し、男性は英雄として挫折し、女性は愛のために身を滅ぼしていくのである。

## 初演当時の状況

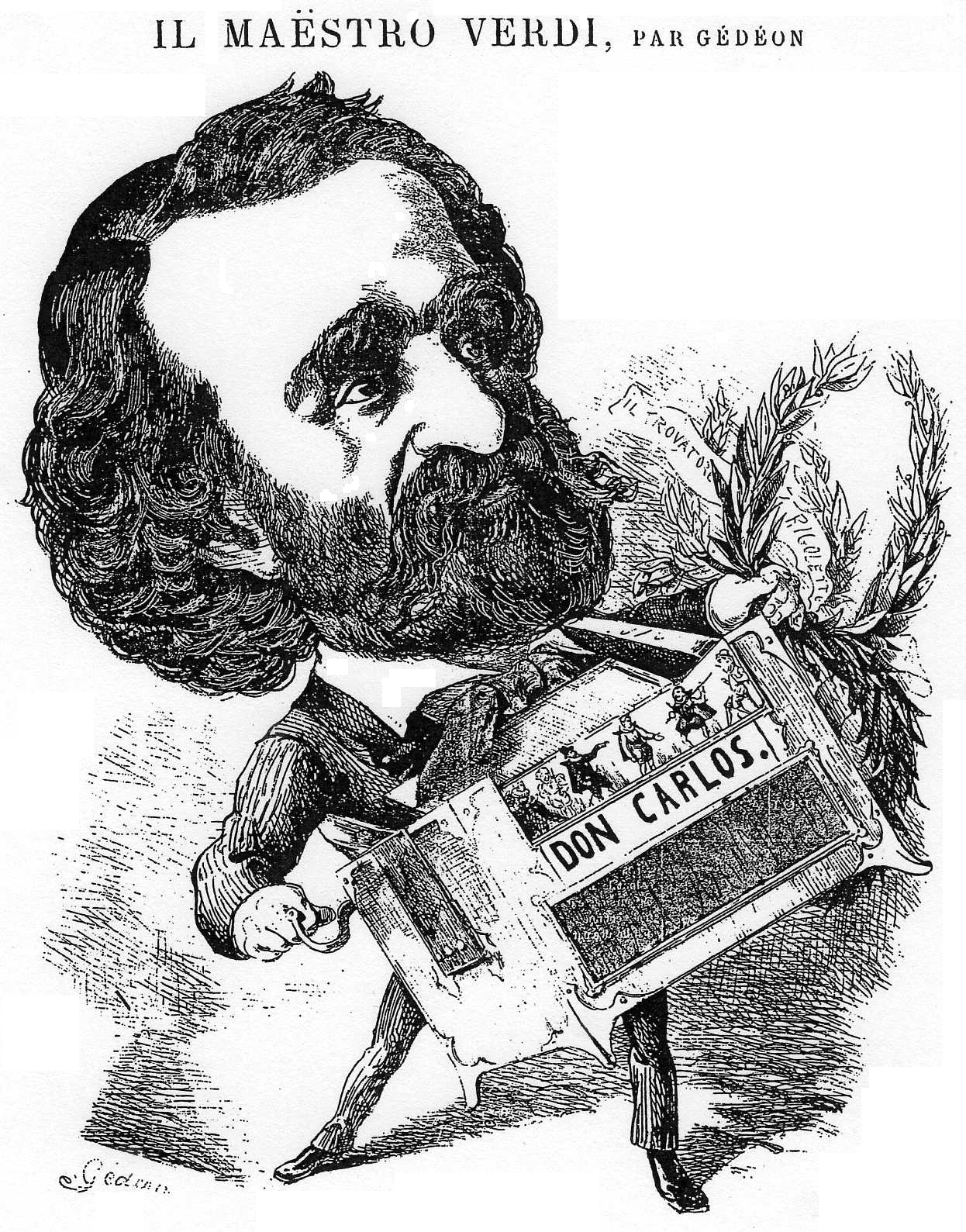
ヴェルディの「ドン・カルロ」を題材としたカリカチュア（1867年）。

1865年のオペラ座からの依頼は、1867年にパリ開催が決定していた万国博覧会にあわせて上演するためのグランド・オペラであった。オペラ座の運営方法などに不満をもっていたヴェルディは最初申し出を断わったが、オペラ座総監督エミール・ペラン（1864年総監督就任）はヴェルディに様々な題材を辛抱強く提供して作曲を打診、結局ヴェルディはペランが候補に挙げていたひとつ『ドン・カルロス』の作曲に同意、1866年6月までの完成という条件で契約に応じた。
ヴェルディは既に1847年に『イェルサレム』（ Jérusalem『十字軍のロンバルディア人』の改訂版）、1855年に『シチリア島の夕べの祈り』をそれぞれオペラ座の依頼によって作曲していたが、いずれの作品も決定的な成功には至っておらず、パリでの決定的な成功を望んだヴェルディの思いも、この契約には関わっていたと思われる。
台本はベテラン作家フランソワ・ジョセフ・メリが手がけることに決まったが、メリは着手直後に病死してしまい、メリの秘書で、義理の息子でもあったカミーユ・デュ・ロクル（ Camille du Locle、1832年-1903年）が後を引き継いで台本を完成させた。台本完成後、ヴェルディは自宅で作曲に励んだが、喉の病気の悪化などで完成が遅れて契約での期限に間に合わず、結局全曲の完成は1866年12月であった。その後、初演に先立って、通し上演時間が約4時間に及ぶことがわかり、長すぎるということで結局ヴェルディは約20分の音楽をカットしている。
これらの出来事を経て『ドン・カルロス』は1867年3月11日、フランス皇帝ナポレオン3世夫妻を迎え、オペラ座にて初演を迎えたのだったが、ウジェニー皇后（スペイン出身、熱心なカトリック信者と伝えられる）が内容に不快感を示して途中で席を立ってしまったこともあり、初演は失敗に終わってしまい、この作品でもヴェルディがパリでの決定的成功を得ることはかなわなかった。ヴェルディがこの歌劇の作曲者として評価されるのは、3か月後のロンドン上演の成功まで待たねばならなかった。

## さまざまな版

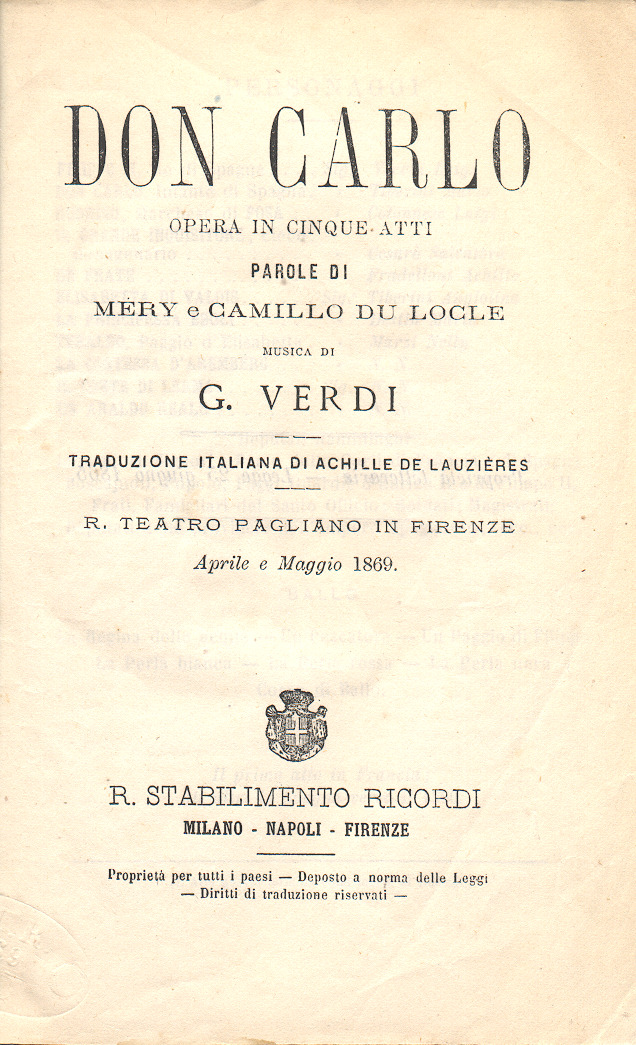
イタリア語5幕版の台本表紙。1869年フィレンツェ公演のもので、内容的には「イタリア初演版」とほぼ同じ

1. フランス語原典版
初演のために作曲された版。上記の出来事により、第4幕第1場でのエリザベッタとエボリの二重唱などがカットされ、原典版そのままの形で上演されることはなかった。この版はウィーン国立歌劇場で蘇生演奏された際、演奏時間が4時間以上かかった。
2. フランス語初演版（全5幕）
カットを経て初演に使われた版。以上の版はグランド・オペラの習慣により第3幕にバレエ音楽が挿入されていた。
3. イタリア初演版（全5幕）
アキッレ・デ・ロージェールがイタリア語に翻訳した版。フランス語版と音楽的にはほぼ同じ。67年6月4日のロンドン公演、同年10月27日のボローニャ公演（会場はテアトロ・コムナーレ）に使われたそれぞれの版があるが、この2つの版はほぼ同じ内容といわれる。ボローニャ公演に使用された楽譜がルッカ社から出版されたため、この版を“ルッカ版”ともいう。
4. 1872年イタリア語版（全5幕）
いわゆる“ナポリ版”。72年12月のサン・カルロ劇場（ナポリ）での上映に際して、以前にもヴェルディに協力したアントニオ・ギスランツォーニによって台本が改訂された。改訂されたのは第2幕のロドリーゴとフィリッポ、第5幕のエリザベッタとカルロそれぞれの二重唱などの場面。
5. 1884年イタリア語版（全4幕）
84年1月10日のミラノ・スカラ座での上演にそなえ、大幅な改訂が行なわれた。バレエ音楽やそれまでの第1幕を全面カット（カルロのアリアのみが歌詞を変え、移調したうえで新しい第1幕に残された）して全4幕とし、また多くの場面の音楽を改訂、また台本もデュ・ロクルとアンジェロ・サナルディーニによって更なる改訂が行なわれた。内容的、音楽的に凝縮され密度の濃い版となったこともあり、特に1970年代以前はよく採用されていた（カラヤンなども好んで用いていた）。ヴェルディと関係の深いヨーロッパ有数の音楽出版社・リコルディ社から楽譜が出版されたため、“リコルディ4幕版”とも呼ばれる。
6. 1886年イタリア語版（全5幕）
86年12月モデナのテアトロ・コムナーレでの上演の際に改訂されたもの。以前カットされた第1幕を復活（カルロのアリアも戻された）させ、バレエ音楽なしの5幕仕立てとされた。音楽的には84年イタリア語版をほぼそのまま用いており、第1幕が戻って物語の流れが明確になっていることなどから、1970年代以降、多くの上演で採用されるようになった。“モデナ版”、また、この版の楽譜もリコルディ社から出たため、“リコルディ5幕版”とも呼ばれる。

主な版は以上のようになっており、現在の上演の際によく用いられるのは 2.、 5.、 6.の版。最後の版は序幕がないのでオーケストラの倍になるギャラ対策で3時間15分以内になり、中規模の歌劇場でも良く演奏される。幾つかの版を組み合わせての上演も行なわれているため、どの版も決定版としては位置づけられない状態といえるかもしれない。

## 『ドン・カルロス』（フランス語版）の上演状況

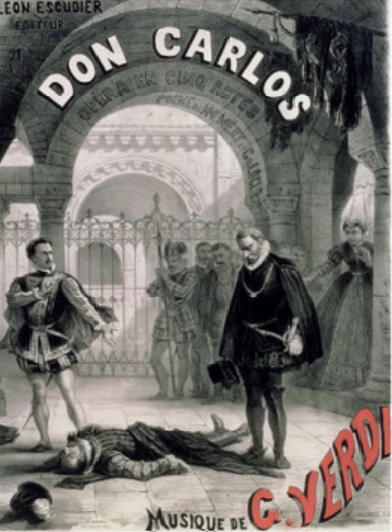
1867年パリ初演時のポスター

イタリア語による上演が一般的だが、この作品の当初作曲家が意図したものはどのようなものなのかという芸術的興味は尽きるものではないであろう。特に作品が傑作であれば、尚更なのではないだろうか。このような背景もあり、時折フランス語による『ドン・カルロス』の上演が行われる。近年は特に19世紀のフランスにおいてイタリア人の作曲家がフランス語で作曲したグランド・オペラの甦演や復活上演が目立ってきている。例えば、ロッシーニの『ギヨーム・テル』（  Guillaume Tell, 1829年）やドニゼッティの『ラ・ファヴォリート』（ La favorite 1840年）などが代表的だが、その中にはヴェルディの『シチリアの晩鐘』も含まれている。また、マイアベーアやアレヴィなどのグランド･オペラの近年のリバイバルという側面とも同期していると見ることもできる。20世紀以降の重要な上演は次のような流れとなっている。
- 1973年にジョン・マシソンがBBCコンサート・オーケストラを指揮して英国放送協会で放送し、CDも制作した。[2]これは初演リハーサル時にカットされてこれまで一度も演奏されたことがなかった音楽までを復活させたものであった。さらに、クラウディオ・アバドがモデナ初演の5幕版をフランス語に戻した版を使用してミラノ・スカラ座管弦楽団を指揮してCDを制作した。[2]この版は同年、 サラ・コールドウェル の指揮する オペラ・カンパニー・オブ・ボストンによって上演された。
- 1986年にはサンフランシスコ・オペラでジョン・プリッチャードの指揮、ニール・シコフ（英語版）のドン・カルロス、ピラール・ローレンガーのエリザベートほかの配役で上演された[3]。
- 1996年にはロベルト・アラーニャの（ドン・カルロス）、カリタ・マッティラ（エリザベート）、トーマス・ハンプソンの（ロドリーグ）、 ヴァルトラウト・マイアーの（エボリ公女）、ジョゼ・ヴァン・ダム、エリック・ハーフヴァーソンの（大審問官）、 アントニオ・パッパーノの指揮にてパリ のシャトレ座にてリュック・ボンディの演出で上演された。[4]。
- 2004年6月にはベルトラン・ド・ビリーの指揮によりウィーン国立歌劇場にて初演時のカットを除いた完全全曲での上演が実現した[5]。
- 2014年 9月6日 には日本でも演奏会形式にて５幕のパリ初演版を演奏し、日本初演を実現している。配役はドン・カルロスが佐野成宏、エリザベートが浜田理恵、フィリップ2世をカルロ・コロンバーラが歌い、ロドリーグが堀内康雄、エボリ公女が小山由美となっている。指揮は佐藤正浩、オーケストラはザ・オペラ・バンドで合唱が武蔵野音楽大学、会場は東京芸術劇場であった[6][7]。
- 2017年10月から11月にはパリ・オペラ座にてフィリップ・ジョルダンの指揮、ヨナス・カウフマンのドン・カルロス、エリーナ・ガランチャ（エボリ公女）、イルダール・アブドラザコフ（フィリップ２世）、リュドヴィク・テジエ（ロドリーグ）、ソーニャ・ヨンチェヴァ（エリザベート）、ディミトリ・ベロセルスキ（大審問官）、演出がクシシトフ・ワリコフスキという布陣で上演し、話題を集めた[8][9][10]。
- 2018年3月から4月にはリヨン国立オペラにてダニエーレ・ルスティオーニの指揮、セルゲイ・ロマノフスキーのドン・カルロス、ミケーレ・ペルトゥージ（フィリップ２世）、ステファン・ ドゥグー（ロドリーグ）、サリー・マシューズ（エリザベート）、エヴ=モード・ユボー（エボリ公女）、ロベルト・スカンディウッツィ（大審問官）、パトリック・ボレール（修道士）、ジャンヌ・マンドシュ（ティボー）、ヤニク・ベルヌ（レルマ伯爵）、演出がクリストフ・オノレという布陣で上演した[11]。
- 2019年5月から6月にはハンブルク州立歌劇場でもピエール・ジョルジョ・モランディの指揮、ペーター・コンヴィチュニーの演出でフランス語による『ドン・カルロス』の上演を予定している[12]。

フランス語版『ドン・カルロス』は中規模以下の歌劇場には上演が難しいものと考えられる。しかし、このオペラの原初のスタイルは歴史的素材を扱った壮大なグランド・オペラであるので、イタリア・オペラであることの他に、こうした側面もこの傑作の持つ多様な魅力と考えられるのではないだろうか。

## 登場人物
| 人物 （フランス語）   | 人物 （イタリア語）   | 声域           | 役                                          | パリ初演時の配役 (1867年3月11日) 指揮：フランソワ ・ジョルジュ=エンル | ミラノ初演時の配役 (1884年1月10日) 指揮： フランコ・ファッチョ |
| --------------------- | --------------------- | -------------- | ------------------------------------------- | --------------------------------------------------------------------- | -------------------------------------------------------------- |
| フィリップ２世        | フィリッポ２世        | バス           | スペイン国王 フェリペ2世、 ドン・カルロの父 | ルイ=アンリ・オバン                                                   | アレッサンドロ・ シルベストリ                                  |
| ドン・カルロス        | ドン・カルロ          | テノール       | スペインの皇太子                            | ジャン・モレル                                                        | フランチェスコ ・タマーニョ                                    |
| ロドリーグ            | ロドリーゴ            | バリトン       | ポーザ侯爵                                  | ジャン=バティスト ・フォレ                                            | ポール・レリ                                                   |
| 大審問官              | 宗教裁判長            | バス           | カトリック教会の 権力者                     | ジョセフ・ダヴィド                                                    | フランチェスコ ・ナヴァリーニ                                  |
| エリザベート          | エリザベッタ          | ソプラノ       | フランスのヴァロワ 王朝の次女               | マリー・サス                                                          | アビガイッレ・ ブルスキ=キアッティ                             |
| エボリ公女            | －                    | メゾ・ソプラノ | エリザベート の女官                         | ポリーヌ・ゲイマール ・ロテール                                       | ジュゼッピーナ ・パスクワ                                      |
| 修道士                | －                    | バス           | 先王カール5世 の墓所から出てくる 修道士     | アルマン・カステルマリ                                                | レオポルド ・クロンベルグ                                      |
| ティボー              | テオバルド            | ソプラノ       | エリザベートの小姓                          | レオニア・ルヴィリ                                                    | アメリア・ガルテン                                             |
| レルマ伯爵            | レルマ伯爵            | テノール       | 貴族                                        | ガスパール                                                            | アンジェロ ・フィオレンティーニ                                |
| 王室の布告者          | －                    | テノール       | －                                          | メルマン                                                              | アンジェロ ・フィオレンティーニ                                |
| 天からの声            | －                    | ソプラノ       | －                                          | －                                                                    | －                                                             |
| アランベール 伯爵夫人 | アレンブルゴ 伯爵夫人 | 黙役           | 貴族                                        | ドミニク                                                              | アンジェラ・ピオラ                                             |

合唱：フランドルの使者、裁判員、兵士、修道士など、上演によってバレエ団

## あらすじ
1867年稿による

舞台: 16世紀半ば、第1幕はフランス、それ以降の幕はスペインへ移る。

### 第1幕
フォンテンブローの森
フォンテンブローの森の中、時節は冬。遠くに宮殿が見える。舞台右手に大きな岩があり避難所のようになっている。木こりたち、妻たち、子供たち　幾人かは伐り倒した樫の木を小さく切っている。彼らは合唱で「冬は長く、生活は厳しい、パンは高い、戦争は何時終わるのだ」と窮状を嘆いている。今日は王室の狩の日、舞台裏からのファンファーレと獲物を追って走り回る狩人達の叫び声と共にフランス王女エリザベートが現れる。狩人達は木こり達に獲物を与えると去っていく。この光景をスペインの皇太子ドン・カルロスが物影から窺っている。ドン・カルロスは身分を隠して、婚約者のエリザベートを一目みたいがために、この森に潜入したのだった。この時エリザベートは戦争で貧困に苦しむ民衆の姿を見る。カルロスはこの時初めて婚約者を見て、アリア「あの人を見て」を歌い愛情を吐露する。エリザベートの後を追っていると、妃の一行は道に迷ってしまう。角笛が夜を告げると、カルロスはエリザベート及び小姓のティボーと対面する。カルロスはスペインの大使の随員である名乗り、助けを申し出る。小姓のティボーが更なる助けを求めて立ち去ると二重唱「一体何をしているのですか」を歌う。エリザベートが自分の婚約者カルロス王子について執拗に質問をして行く内に感情が高ぶっていく。カルロスはついに王妃に王子の肖像を見せるや否や即座に彼こそが、王子そのものと分ったエリザベートは喜び、将来の夫に愛の告白をして、カバレッタ風の二重唱「胸を刺すような激しい想いに」で激しく高揚する。この二人の歌う旋律は二人の愛の象徴として全編において回想される。この喜びもつかの間、突然祝砲が轟き渡り、愛を囁き合っている二人のところへ、小姓のティボーが伝令に来て、フランス王アンリ2世はエリザベートが王子ドン・カルロスの結婚相手ではなく、スペインのフィリップ２世の王妃に決定したと知らせる。これによりスペインとフランスとの戦争が終結し和平が実現することになると伝えたのだった。皇太子妃になるはずが王妃に変更されたので、エリザベートは驚愕し、悲嘆に暮れながらアリア「おお、祭りと歓喜の歌よ」を歌う。一方、舞台裏では歓喜の合唱が対置される。レルマ伯爵が現れ、結婚の承諾を求める。国家の決定には逆らうすべもない。人々の歓喜の祝福の合唱とは裏腹にエリザベートは落胆し、カルロスは自らの呪わしい運命に打ちひしがれるのだった。

### 第2幕

#### 第1場
サン・ジュスト修道院の回廊

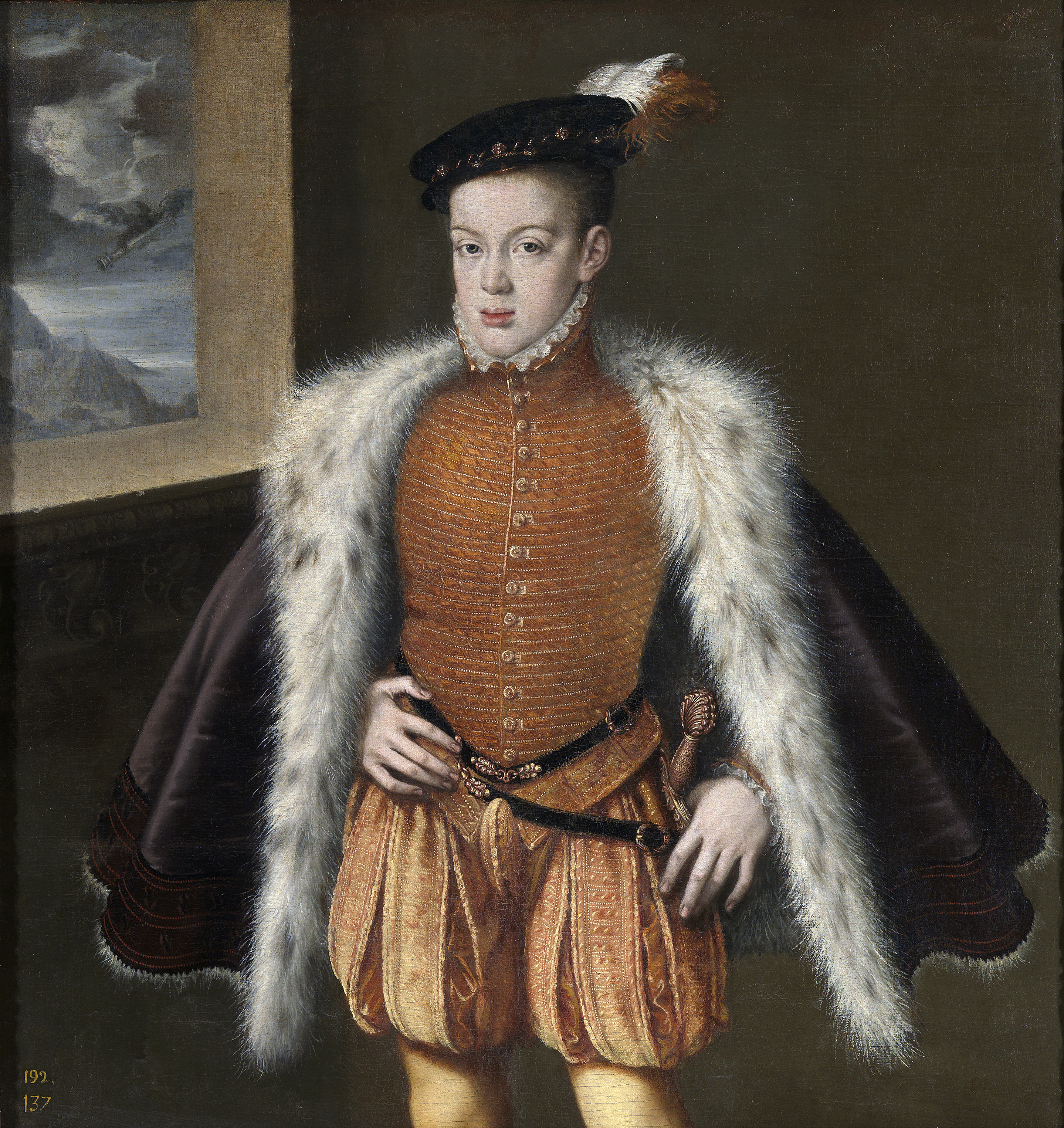
若きドン・カルロス

４本のホルンによる荘厳な導入部に舞台裏の合唱が歌うカール5世の葬送歌「カール5世、神聖なる皇帝は」が流れる。裏に墓があり、修道僧たちが祈りを捧げている。すると、祈っていた修道僧の１人が近づいて来て、カール5世は尊大さと愚かさの罪を犯したと呟く。どん底に落とされたカルロスが、心の安らぎを求めて入って来る。「息子よ、地上の悩みは、」と荘重に吟じる。この神聖な場所にも俗世の苦しみが押し寄せていることをカルロスに示唆するのだった。その声がカルロスに祖父カール5世を思い起こさせるのだった。すると宮廷での唯一の理解者で親友の、ポーザ侯爵ロドリーグがやって来る。虐げられているフランドルの民を救うため、気持ちを切り替えるようにとアリア「私はフランドルにいました」を歌い、カルロスを奮い立たせる。カルロスも「我が仲間、我が友よ」を熱く歌い、新しい道に歩踏み出す決心をする。フランドルは新教徒が多いために、カトリック教のスペインは弾圧を続けていたのだった。父王の妃になってしまったエリザベートへの愛に苦しむ彼に罪深い恋を告白する。ロドリーグも「我が友よ」を返して歌い、戦いに加わることで愛の苦悩を忘れることを忠告する。２人は義兄弟の契りを結び、二重唱「神よ、あなたは我々の胸に」と誓い合う。その間に王フィリップ２世と王妃エリザベートが中庭を通り抜け、修道院へと入って行く。

#### 第2場
修道院の前庭
修道院に入ることを許されていない付き人の女官たちが修道院の前庭に集まっている。その中に、美しさが際立つエボリ公女の楽しそうな姿も見受けられる。エボリ公女の密かにカルロス王子を慕っている。女声合唱が「葉の生い茂った木の下で」を歌う。ここでマンドリンに合わせて、エボリ公女によって歌われるムーア人の「ヴェールの歌」として有名な曲「妖精たちグラナダの王様たちの宮殿で」（「美しいサラセンの宮殿の庭に」）は、装飾音符が多くカデンツァがある難曲。途中から小姓デバルトとの二重唱となり、女官たちの合唱も加わり華やかなコンチェルタートとなる。エリザベートが登場すると、女官たちも静まる。そこへロドリーグが、拝謁を求めて使いを伴って来る。彼はフランス王室の母君からの手紙と一緒に、こっそりとカルロスからの書状を添えて手渡す。その手紙にはロドリーグを信頼するようにと書かれている。ロドリーグはエボリ公女と宮廷風の挨拶と会話を交わしながら、エリザベートが手紙を読むのを待っている。手紙を読み不安に苛まれる王妃にロドリーグは、静かにカンタービレのロマンス「我らの希望であるカルロス王子は」を歌い出し、カルロスが父に願いを聞き入れられず苦しみ新しい母に会いたがっていることを伝える。彼女は過去を思い出して悲しみに浸るのだが、傍らで聞いていたエボリ公女は、カルロスが自分への愛に苦しんでいると勝手に勘違いする。ロドリーグとエボリ公女が付き人たちと共に立ち去ると、王妃の前にカルロスが現れる。カルロスは王妃に自分をフランドルへ派遣するよう、王フィリップ２世に取り計らって欲しいと懇願し、二重唱「女王様のご温情を頂戴したく、」となる。しかし、ほどなく対話は愛の告白に変わる。エリザベートはアリア「私の足元で」歌い、彼女の愛情を伝える。我に返ったエリザベートはカルロスをさえぎり、二人が結ばれることは不可能だと言う。カルロスは芝生の上で気を失うが、やがて悲しみに打ちひしがれて立ち去り、ひとりになった王妃は泣き崩れ、神に助けを請う。突然王が姿をみせ、王妃から離れたかどで女官のアランベール伯爵夫人に明朝フランスへ帰るよう言い渡す。出発する女官に、エリザベートは優しい言葉で泣き出す婦人に別れの挨拶をする（ロマンス「泣かないで、わたしの友よ」）。王はロドリーグにその場に残るよう合図する。なぜ帰国後に一度も挨拶に来ないのかと質す。ロドリーグはフランドルの救い難いほどの状況を説明するが、王は冷酷にも政治による支配が必要だと答える。だがロドリーグは、それに明確に反対しフランドルには解放が必要であると率直に本音を口上する。王に追従するばかりの取り巻きの廷臣たちとは、心底誠実な彼の提言に驚くが、それでもロドリーグに対する信頼を抱く。一方で、大審問官の恐ろしい権力のことを思い出させ、大審問官には注意するようにと警告する。フィリップ２世は王妃と皇太子の仲が怪しいので、王妃への謁見の自由を与えるから、その仲を探るようにと命令する。ロドリーグは喜んで引き受け、二重唱「陛下、私はフランドルから参りました」で結ぶ。

### 第3幕

#### 第1場
噴水のある王宮の庭園

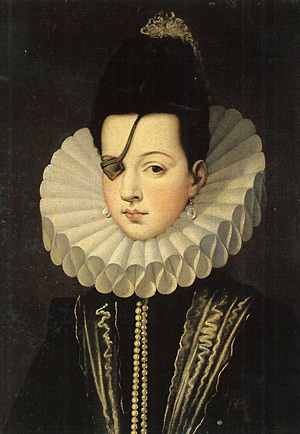
エボリ公女のモデル
アナ・デ・メンドーサ

祝典の行事が続いている。翌日にはフィリップ２世の戴冠式が執り行われることになっているのである。エキゾチックな嗜好を凝らした音楽が展開される、カスタネットに合わせて合唱が「なんて沢山の花々、なんて沢山の星たち」を歌う。エリザベートとエボリ公女を伴ってやってくる。エリザベートは祝典の行事に辟易し、仮面を交換し、場を立ち去る。
王妃の舞踏会「ラ・ペレグリーナ」
海で最も見事な真珠を宿す魔法の洞窟を見つけた漁師の逸話が踊られる。15分程度の曲だがバレエ部分はカットされることが通例であり、これらを耳にする機会はなかなかない。ラ・ペレグリーナは16世紀からスペインの王室に所有されていた由緒ある真珠のこと。
エリザベートからの逢引の手紙と信じて、カルロスはいそいそとやって来る。エボリが入ってくるが、エリザベートのマスクを着けている。それとは知らず彼は愛を告白してしまう。カルロスはヴェールをとって人違いだと誤解に気づくが、動揺を隠せない。エボリ公女は最初、彼の困惑の理由を取り違え、宥めようとしロドリーグと国王が密会して、皇太子のことを話していたと告げる。しかしエボリ公女は間もなくカルロスと王妃の関係を理解し、激しい嫉妬にかられて仕返しを決意する。ロドリーグが間に入って友人カルロスを弁護し、エボリ公女と脅すが効き目はない、三重唱「私の怒りを逃れてもむだです」。危険を察知したロドリーグはカルロスにフランドルからの文書を渡すように促す。

#### 第2場
バリャドリッドの大聖堂の前にある大きな広場
　民衆が集まっており、国王を讃える大合唱「歓喜に溢れたこの幸福な日に」が聴かれる。葬送行進曲が鳴り響く中、宗教裁判所で有罪とされた異端者を火刑台に連行する修道僧がやって来る。聖堂の扉が開かれ、王と廷臣たちが入場すると、王が異端者の処刑を宣告する。すると喪服を着てあらわれたカルロスに先導された6人のフランドルの代表団が王の前にひれ伏し、祖国への正義を求め抑圧されているフランドルの民にお慈悲をと願う。だが王は彼らを反逆者と決めつけ、皇太子の介入を叱責する。するとカルロスは剣を抜いて、フランドルの救済を宣言する。この無礼な振る舞いに、王は不敬罪に当たるとし息子の武器を取り上げるよう命じるが、スペインの大公たちはドン・カルロスの前に怖気づき誰も王子に近づこうとしない。ロドリーグが間に入り、かろうじて直接の決闘は避けられる。だがロドリーグが、彼に剣を差し出せと求める。カルロスは一瞬驚くが、おとなしく剣を渡す。ロドリーグは剣を王に差し出す。その場で王はロドリーグに公爵の位を授ける。王は妃の手を取って退場する。廷臣たちもみなあとに続く、彼らは火焙りを見るため見物席につくと遠くに炎の輝きが見える。冒頭の合唱が壮大に再現される。天上からは救済の声が聞こえるのだった。

### 第4幕
マドリードの王宮の王の書斎
妃に一度も愛されたことがなく、今や息子にも裏切られた国王は、王として生きることの苦難について瞑想し、孤独にアリア「ひとり寂しく眠ろう」を歌い悲しみ吐露する。感情的な疎外感からの自己憐憫（弦楽器による執拗な音型の繰り返しを伴い「彼女は私を愛したことがない」という激しい感情の発露で頂点に達するアリオーソ）から死についての暗澹たる瞑想を経て自からの権力についての再認識し、最後には感情の高揚で終結するアリアとなっている。そこへ盲目の大審問官があらわれ、二重唱「私は王の御前にいるのか」となり、皇太子を死刑に処するよう求める。そして大審問官は進歩的な理想主義を掲げるロドリーグこそ、本当の異端者だといいその命を要求する。だが王は忠実な家臣の命は差し上げられぬと答えるので、大審問官は怒って私は王でさえ裁判所に引き出すことが出来るのだと言って、そのまま僧院へ戻る。ここで二人のバス歌手（政治権力と宗教権力の代表同士）によって権力闘争が繰り広げられる。そこへ突然王妃エリザベートが来て、宝石箱のひとつを盗まれたと駆け込んで来る。王妃の知らぬ間に、エボリ公女が王に渡していたのだが、その中にはカルロスの肖像画が仕舞われていた。王が宝石箱はここにあると言い、そこにカルロスの肖像が入っているのを示し、王妃の不倫を詰問する。彼女は決して自分は、汚れていないと反論するが、王は聞き入れようとはしない。彼女はその場に失神し、急を聞いてエボリとロドリーグが駆けつける。二人の介抱で王妃は意識を取り戻し、王はロドリーグを従えて退場する。するとエボリは王妃に、カルロスを愛する余りの嫉妬から、宝石箱を盗み出したと告白し、また国王に誘惑されて不倫の関係になったことも白状する。王妃はエボリ公女に、この国を離れるか、修道院へ行くように言って立ち去る。エボリは嫉妬と美貌の思い上がりから、こんな結果になったと、アリア「呪わしき美貌」を歌う。

#### 第2場
ドン・カルロスの牢獄　

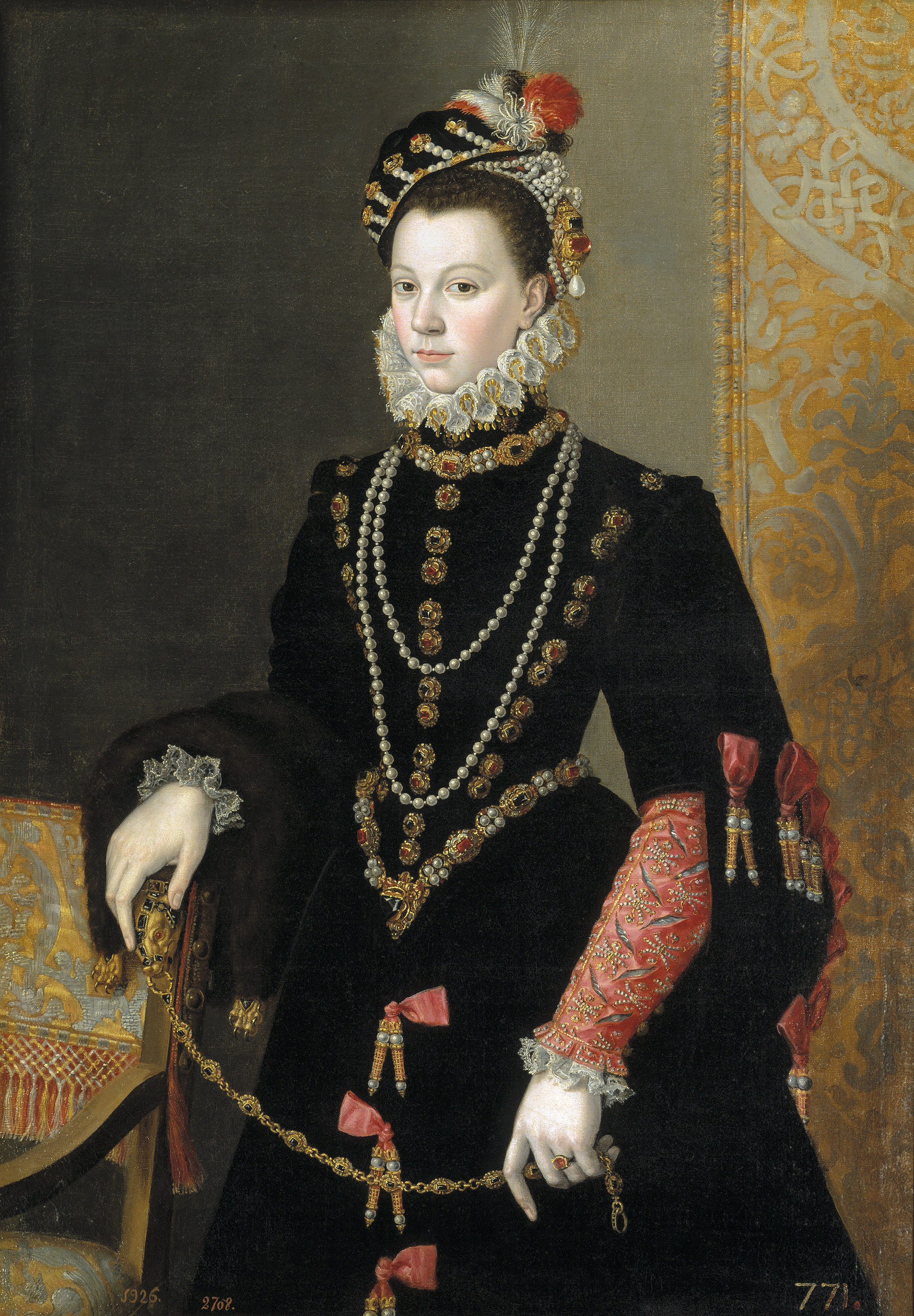
エリザベート・ド・ヴァロワ1605年、フアン・パントハ・デ・ラ・クルス画

奥には鉄格子があって牢と番兵たちが行き来している中庭とを隔てている。
カルロスは頭を両手で抱えて物思いにふけりながら座っている。ロドリーグが入ってきて牢番と言葉を交わす。その動きは夢想に耽っているドン・カルロスを現実に引き戻す。ロドリーグは皇太子を救出するために、自分が悪者になり、カルロスには何の罪もないと手紙を書いて、裏切りの証拠をロドリーグが故意に残して置いて国王の目に触れるよう仕組んだのだった。そしてフランドルの民を皇太子が救ってくれるよう託して、彼自身は死ぬ決意をしている。ロマンス「私の最後の日」が歌われる。そのとき銃声が聞こえロドリーグは倒れ、すべては王妃に託してあると知らせる。火縄銃で肩を撃たれ、瀕死のロドリーグは2番目のロマンス「私は満ち足りて死んでいきます」を歌い、最後の息のうちにカルロスに別れを告げる。そして彼女が、サン・ジュストの修道院で待っているという。そこへやって来た王は、皇太子を許して剣を返す。これに続くロドリーグの亡骸を前にフィリップ2世が「ただ一人の英雄を失ってしまった」と悲痛なアリアを歌う。（『 レクイエム』の「ラクリモーサ（涙ながらの日）」の旋律が奏でられていることは興味深い。）すると皇太子の解放を求めて、民衆が暴徒化して城内になだれ込んで来る。このシーンの間にひとりの小姓が入ってきて群衆の間をすり抜けてカルロスに近づき、彼の肩にマントを投げるがこの小姓はエボリであった。この騒ぎは、エボリ公女がカルロスの命を救うために民衆を煽ったものだった。すると大審問官が登場して、神を守る国王を敬うよう厳かに命令すると、全員が平伏して国王を讃えるのだった。大審問官は跪いた民衆の只中で王に会うために近寄ってくる。エボリが王妃の足元に身を投げ出すと、王妃は赦しの証としてその手を彼女に差し伸べるのだった。

### 第5幕
サン・ジュストの修道院　夜　月明り
エリザベートがゆっくりと、物思いにふけりながら登場　彼女はカール5世の墓に近づいて跪く。皇太子を待つ王妃は、過ぎし日のフォンテンブローの森の思い出を懐かしむと、エリザベートに、少女時代の喜びとカルロスへの愛が蘇り、アリア「世のむなしさを知る神よ」を歌う。彼にロドリーグの遺言を伝え、新しい人生を歩ませるようとする。再会した恋人たちは最後の別れを告げる。「美しい夢を見ました」で王子はスペインを捨ててフランドルへ行き、自由のために戦うのだと伝える。続く二重唱は「天国で会いましょう」となり別れをお互いに確認する。そして天国で再会することを約束し、別れの悲しみをうたい上げ、「永遠にさらば」と二重唱になる。その場にフィリップ、大審問官及び審問所の役人たちが入って来て、二人を逮捕するよう衛兵に命令する。カルロスは身を守りつつカール5世の墓の方に戻って行くと扉が開き、修道士が現れる。カルロスを彼の腕の中に引き寄せマントで覆い隠すとカルロスを墓の中に引き入れる。エリザベートはそこへ倒れ、人々が驚愕するうちに幕が降りる。

## 楽器編成
ピッコロ、フルート2、オーボエ2、コーラングレ、クラリネット2、ファゴット4、ホルン4、コルネット2、トランペット2、トロンボーン3、オフィクレイド（チューバ）、ティンパニ、大太鼓、シンバル、トライアングル、ハープ、弦五部
バンダ：クラリネット3、フリューゲルホルン2、ホルン4、バス・フリューゲルホルン、トランペット2、トロンボーン2、バス・チューバ

## 演奏時間
作曲者が生前全く聴けなかったフランス語5幕原典版が4時間5分、作曲者が立ち会ったフランス語5幕初演版が3時間25分、イタリア語版1886年のイタリア語5幕版が3時間25分、第1幕を除いた全4幕版が2時間50分、昔のドイツ語版もイタリア語版の演奏時間に順ずるが更に無数のカットの形がある。

## フランス語版による録音・録画
| 年         | 配役 ドン・カルロス, エリザベート, ロドリーグ, エボリ公女, フィリップ2世, 大審問官, 修道士                                                                                 | 指揮者, 管弦楽団及び合唱団                                                     | レーベル |
| ---------- | --- | ------------------------------------------------------------------------------ | --- |
| 1972       | アンドレ・テュルプ, エディト・トランブレイ, ロベール・サヴォワ, ミシェル・ヴィルマ, ジョゼフ・ルーロー, リチャード・ヴァン・アラン, ロバート・ロイド                       | ジョン・マシソン, BBCコンサート・オーケストラ BBCシンガーズ                    | CD: GALA ORCV-305 完全全曲による歴史的放送録音。                                                                                      |
| 1983～1984 | プラシド・ドミンゴ, カーティア・リッチャレッリ, レオ・ヌッチ, ルチア・ヴァレンティーニ＝テッラーニ, ルッジェーロ・ライモンディ, ニコライ・ギャウロフ, ニキタ・ストロイェフ | クラウディオ・アバド, ミラノ・スカラ座管弦楽団 ミラノ・スカラ座管合唱団        | CD: DG No:4791919 モデナ初演の5幕版をフランス語に戻した版                                                                             |
| 1996       | ロベルト・アラーニャ, カリタ・マッティラ, トーマス・ハンプソン, ヴァルトラウト・マイアー, ジョゼ・ヴァン・ダム, エリック・ハーフヴァーソン, チャバ・エリゼー               | アントニオ・パッパーノ, パリ管弦楽団 シャトレ座合唱団 演出：リュック・ボンディ | DVD: ワーナーミュージック・ジャパン No:109181 CD: EMI Classics 7243 5 56152 ギュンターとペタッツォーニが 校訂した版を参考にしたもの   |
| 2004       | ラモン・バルガス, イアノ・タマール, ボー・スコウフス, ナディア・ミヒャエル, アラステア・マイルズ, サイモン・ヤン, ダン・パウル・ドゥミトレスク                             | ベルトラン・ド・ビリー ウィーン国立歌劇場管弦楽団 ウィーン国立歌劇場合唱団     | DVD: 日本コロムビア No:COBO6015 演出：ペーター・コンヴィチュニー ５幕フランス語オリジナル版、1867年 CD:ORFEO DOR *CL* No:ORFEOR648054 |

・イタリア語版は多数あり。